# Población José María Caro
Barrio José María Caro (anteriormente Población José María Caro)  es un barrio de que comprende la comunas de Lo Espejo y parte de Pedro Aguirre Cerda en el sector sur de Santiago de Chile.
Fue bautizada en honor a José María Caro Rodríguez (1866-1958), religioso que fue arzobispo de Santiago y el primer prelado chileno en ser ordenado cardenal.

## Historia

### Llegada de los pobladores

Localización de la Población José María Caro en la ciudad de Santiago de Chile.

A fines de los años 1950 el país enfrentaba un masivo éxodo rural, el que derivó en aparición de asentamientos irregulares o poblaciones callampas en gran parte de la ciudad. Ante esto, el gobierno de Jorge Alessandri realizó un plan de emplazamiento urbano para erradicar estas tomas, creando diversas poblaciones formales. Una de estas fue la José María Caro, que se fundó en 1959 en la entonces comuna de La Cisterna, en el Departamento de Santiago (hasta 1963, cuando se formó el Departamento Presidente Aguirre Cerda).
En su primera etapa, el barrio limitaba con la Avenida Lo Ovalle por el norte, Avenida Los Cerrillos en el oeste, la línea férrea por el oriente y al sur con terrenos agrícolas que en el futuro se transformarían en la Población Lo Sierra. Con la llegada de nuevos habitantes de diversos sectores de Santiago fue creciendo, teniendo a la Feria Lo Valledor y el Aeropuerto de Los Cerrillos como vecinos próximos y puntos de referencia.
Durante los primeros tres años de existencia la población recibió a más de 60 mil habitantes, aunque otras fuentes señalan que se ubicaron a más de 100.000 personas, transformando al sector en el emplazamiento más grande del plan de la Corporación de la Vivienda (CORVI), superando a la Población San Gregorio de La Granja, que tuvo un surgimiento similar. Por aquellos años también se le consideró como "la población más grande de Chile", ya que tenía más habitantes que ciudades como Talca, Chillán o Valdivia.
Al llegar, muchos vecinos recibieron un terreno sin servicios básicos como alcantarillado y luz eléctrica. En algunas unidades, las casas correspondían a dos piezas habitación y un baño, quedando un sitio vacío que los propios habitantes construyeron como ampliación. El tipo de vivienda entregada dependió de la capacidad de ahorro de cada familia que postuló a la solución habitacional. A mediados de los años 1960 el sector se equipó con más servicios y se conectó con la llegada de la locomoción colectiva.

### La matanza de la José María Caro

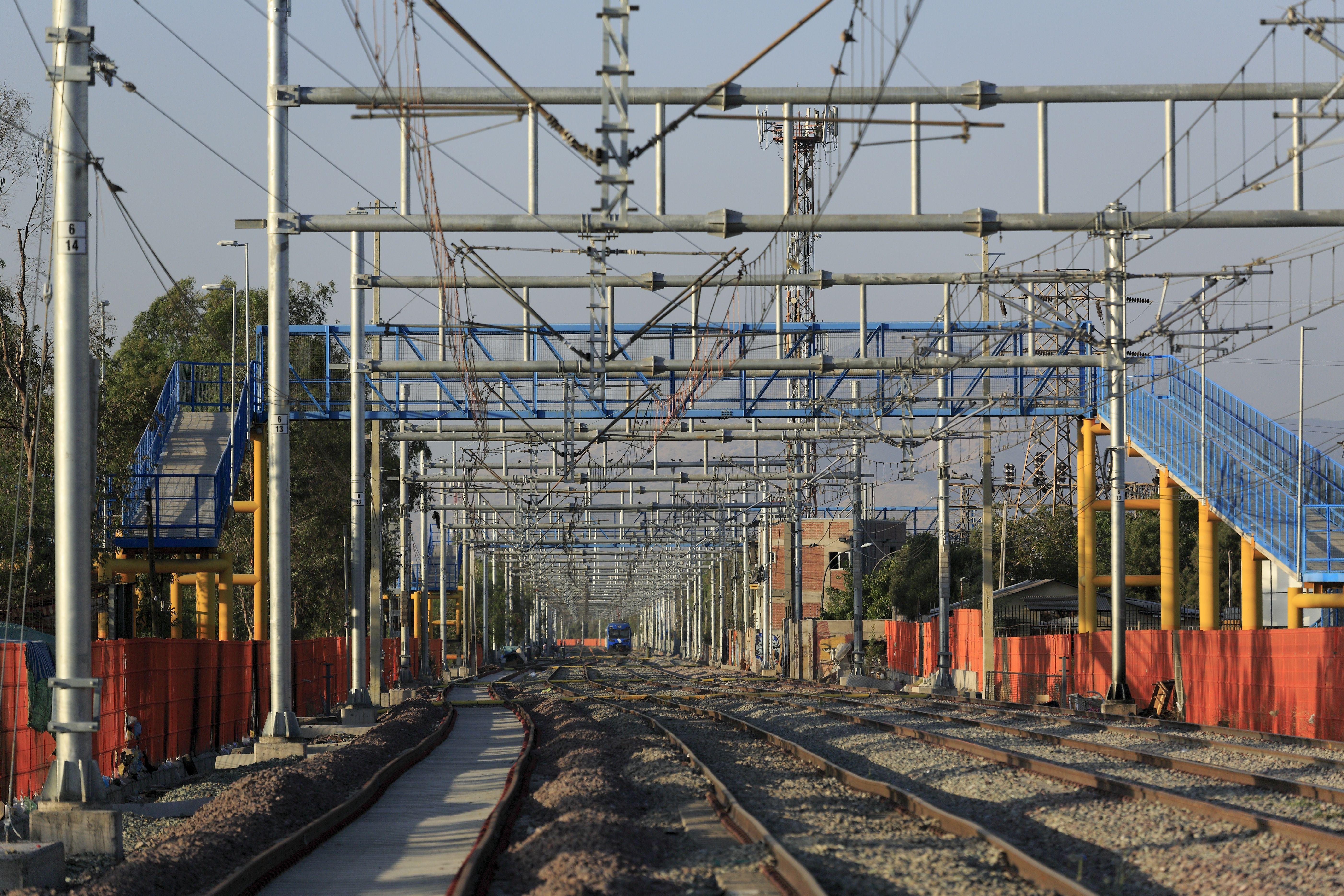
La actual línea férrea que pasa por el sector oriente de la población.

Uno de los hechos más trágicos ocurridos en la población se registró el 19 de noviembre de 1962. En aquella jornada la Central Única de Trabajadores (CUT) convocó a una protesta nacional. Los vecinos que vivían en la zona próxima a la vía férrea Santiago–Puerto Montt tren decidieron cortar la vía para sumarse a la huelga.
Al lugar llegaron efectivos de Carabineros y soldados de la Fuerza Aérea (Fach), quienes reprimieron fuertemente a los pobladores. Según el relato de testigos, los militares usaron sus fusiles, cuyos disparos atravesaron las paredes de las casas de madera colindantes. Por aquel entonces el diario El Siglo afirmó que el hecho había dejado seis muertos y cientos de heridos.  
La cantautora Violeta Parra compuso el tema «La carta» dedicada a su hermano Roberto, quien se fue preso por protestar por el actuar del gobierno en la acción policial y militar.
El hecho es conmemorado cada año con actos culturales organizados por la municipalidad y los movimientos sociales de la zona.

### Años posteriores
Tras el golpe de Estado del 11 de septiembre de 1973 la Población José María Caro fue una de las más afectadas con la represión de la dictadura militar, ya que se registraron múltiples allanamientos, detenciones, secuestros y desapariciones. También se transformó en un lugar de resistencia, ya que allí nacieron coordinadoras como la "Caro-Ochagavía", que reunió a elementos del Movimiento de Izquierda Revolucionaria y el Partido Comunista.
En 1991 gran parte de la población pasó a ser de la recién fundada comuna de Lo Espejo. Los sectores A y B, ubicados al oeste de la Población Fraternal Ferroviaria y al sur de la Población Nueva México, quedaron en Pedro Aguirre Cerda.

## Accesos y transporte
La Avenida Lo Ovalle es uno de los ejes principales para ingresar a la población desde el sector centro de Santiago, ya que conecta con vías como la Autopista Central (Ruta Panamericana) y la Gran Avenida José Miguel Carrera en el paradero 17. Otras vías de ingreso son la Avenida General Velásquez por el norponiente, Avenida Salvador Allende en el sur, Avenida Maipú y Clotario Blest en el oriente, y la Avenida Central Cardenal Raúl Silva Henríquez, que se encuentra hacia el sur con la Autopista Vespucio Sur.
Locomoción colectiva
- Recorridos 105, 105c, 119, 120, 121, 125, H03, H06, H08, H12, 345, 346n y 348 del Red Metropolitana de Movilidad
- Bus rural Línea Quinta Normal - Padre Hurtado (Líder S.A.)
- Recorridos 5040, 5041 y 5053 de taxis colectivos de Santiago
- Estación Lo Espejo del Tren Nos-Estación Central
- La Población José María Caro no cuenta con el Metro, pero existen recorridos del Red Metropolitana de Movilidad y taxis colectivos que acercan a las estaciones San Alberto Hurtado (Línea 1), Lo Ovalle, La Cisterna (Línea 2), Matta (Línea 3), Franklin, Lo Valledor y Presidente Pedro Aguirre Cerda (Línea 6).

## Seguridad
La Población José María Caro cuenta con la 11.ª Comisaría, la 40.ª Comisaría de Fuerzas Especiales y la 42.ª Comisaría de Radiopatrullas de Carabineros. También se encuentra la Brigada de Investigación Criminal José María Caro de la Policía de Investigaciones (PDI), que tiene jurisdicción en las comunas de Lo Espejo y Pedro Aguirre Cerda.